# Erbländischer Ritterschaftlicher Creditverein in Sachsen

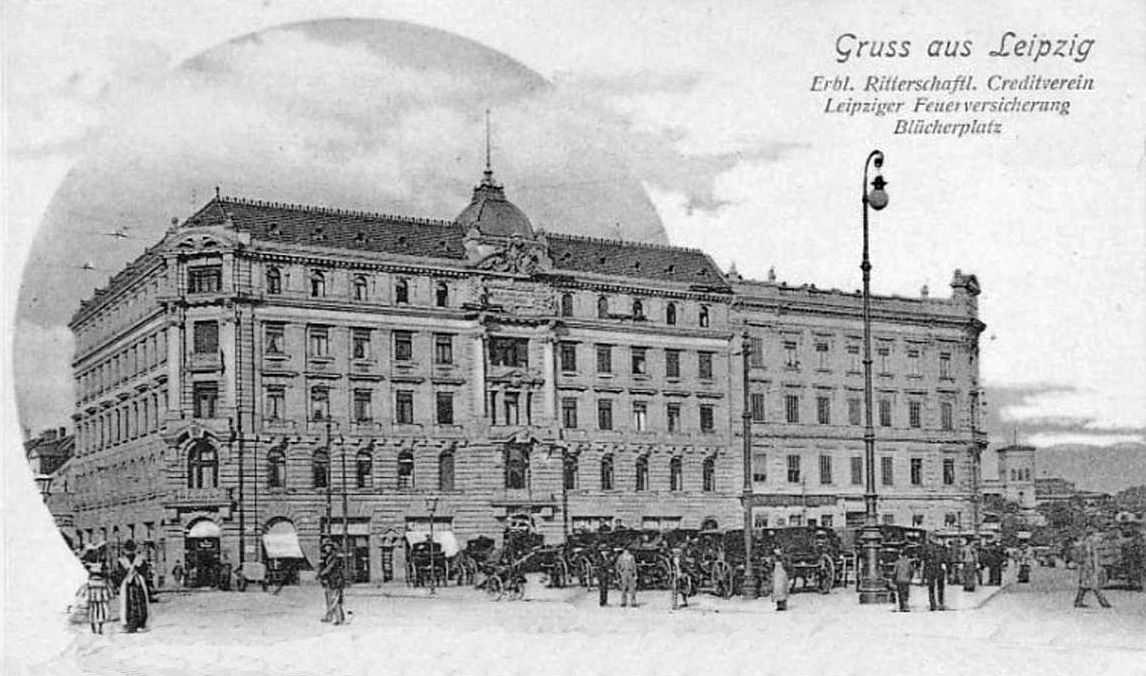
Gebäude des Erbländischen Ritterschaftlichen Creditvereins in Sachsen (li.) am Blücherplatz in Leipzig um 1900

Der Erbländische Ritterschaftliche Creditverein in Sachsen war ein von 1844 bis 1945 bestehendes privates Kreditinstitut mit Sitz in Leipzig.

## Geschichte

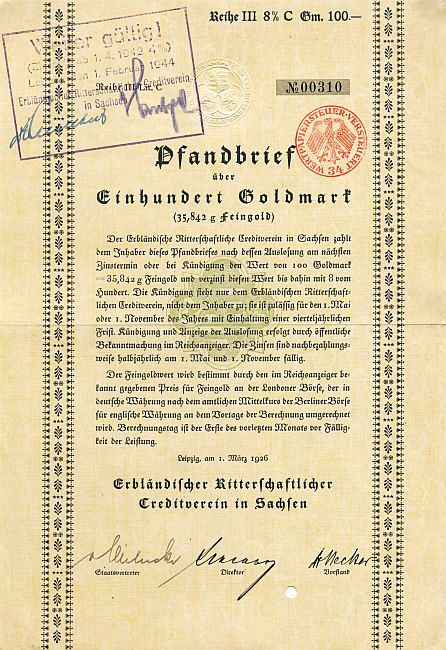
Pfandbrief des Vereins

Auf Betreiben von Wilhelm Crusius (1790–1858), dem Besitzer der Rittergüter Sahlis und Rüdigsdorf, und weiterer Rittergutsbesitzer aus dem Leipziger Kreis wurde 1844 der Erbländische Ritterschaftliche Creditverein im Königreich Sachsen gegründet. Der Zusatz Königreich entfiel nach 1918. Zweck des Vereins war die Vergabe hypothekarischer Darlehen an sächsische Gutsbesitzer, die Mitglieder des Vereins waren, zur Entschuldung landwirtschaftlichen Grundbesitzes. Das wurde ermöglicht durch die Ausgabe von Pfandbriefen, deren Besitzer Schuldner des Vereins wurden. Später wurde die Beleihungsfähigkeit über die Rittergüter hinaus auf den gesamten bäuerlichen Besitz ausgedehnt.
Der erste Vorstand wurde geleitet von Freiherr Friedrich von Friesen (1796–1871) aus Rötha. Ein Syndikus des Vereins war der Leipziger Anwalt Otto Schill (1838–1918). Der Revisionsdeputation des Creditvereins, die für die Prüfung der Rechnungen, Bücher und der Kasse sowie die Revision der Inventur zuständig war, gehörte von 1846 bis 1851 Wilhelm Crusius an.
Die Geschäftsräume der Bank in Leipzig wurden 1943 durch Luftangriff zerstört. 1945 wurde die Bank auf Befehl der Sowjetischen Militäradministration in Deutschland (SMAD) geschlossen. Die Liquidation übernahm die Sächsische Landesbank.

## Geschäftsgebäude
Im Jahr 1870 kaufte der Erbländische Ritterschaftliche Creditverein für seine Geschäftsräume von der Stadt Leipzig das Gebäude Gerberstraße 2. Das war das ehemalige Landhaus des Kaufmanns und Ratsherrn Johann Christoph Richter (1689–1751) auf dem Gelände seines Gartens. Im gleichen Jahr erhielt der Platz am Beginn der Gerberstraße den Namen Blücherplatz, sodass die Adresse des Vereins nun Blücherplatz 1 lautete.
1895 wurde das Haus abgerissen und nach Plänen des Leipziger Architekten Georg Weidenbach (1853–1928) ein fünfgeschossiges Gebäude im Stil des Historismus errichtet, in dem auch Weidenbach Wohnung und Büro bezog. Rechts benachbart war das Haus der Leipziger Feuerversicherung, das 1913 dem Hotel Astoria weichen musste.
Beim Luftangriff auf Leipzig vom 4. Dezember 1943 wurde das Haus getroffen und brannte aus. Ein Bild von 1946 zeigt die ausgebrannte Ruine neben dem Hotel Astoria. Sie wurde für die bis 1958 vorgenommene Erweiterung des Hotels Astoria abgerissen.